# Callopepla katima
Callopepla katima là một loài bướm đêm thuộc phân họ Arctiinae, họ Erebidae.